# Municipio de Ystad
El municipio de Ystad (en sueco: Ystads kommun) es un municipio de Escania, la provincia más austral de Suecia. Su sede se encuentra en la ciudad de Ystad. El municipio actual fue creado en 1971 por la fusión de la antigua ciudad de Ystad con cuatro municipios circundantes.

## Localidades
Hay 10 áreas urbanas (tätort) en el municipio:
| #  | Tätort            | Población |
| -- | ----------------- | --------- |
| 1  | Ystad             | 19,498    |
| 2  | Köpingebro        | 1,252     |
| 3  | Nybrostrand       | 1,119     |
| 4  | Svarte            | 920       |
| 5  | Löderup           | 642       |
| 6  | Glemmingebro      | 425       |
| 7  | Sövestad          | 367       |
| 8  | Stora Herrestad   | 331       |
| 9  | Hedeskoga         | 262       |
| 10 | Rynge och Vallösa | 217       |

## Ciudades hermanas
Ystad está hermanado o tiene tratado de amistad con:
- Druskininkai
- Świnoujście